# Ctenotus militaris
Ctenotus mastigura (гребневухий сцинк-солдат) — вид сцинкоподібних ящірок родини сцинкових (Scincidae). Ендемік Австралії.

## Поширення і екологія
Гребневухі сцинки-солдати мешкають на півдні і сході регіону Кімберлі в Західній Австралії та на півночі Північної Території. Вони живуть в сухих рідколіссях зі спінніфексовим підліском, що ростуть на піщаних і глинистих рівнинах.